# مورگن لیلی
مورگن لیلی (انگلیسی: Morgan Lily؛ زادهٔ ۱۱ آوریل ۲۰۰۰) یک هنرپیشه اهل ایالات متحده آمریکا است. وی از سال ۲۰۰۵ میلادی تاکنون مشغول فعالیت بوده‌است.
از فیلم‌ها یا برنامه‌های تلویزیونی که وی در آن نقش داشته است می‌توان به ۲۰۱۲، مردان ایکس: کلاس اول، هنری پول اینجاست، تلنگر اشاره کرد.